# シルヴィオ・ヴァルヴィーゾ
シルヴィオ・ヴァルヴィーゾ（Silvio Varviso, 1924年2月26日 - 2006年11月1日）は、スイスの指揮者。

## 略歴
チューリッヒの生まれ。ウィーンでクレメンス・クラウスに師事する。主にオペラ指揮者として、イタリア・ドイツ物を中心に幅広く活躍する。特に1969年から1974年に登場したバイロイト音楽祭の『ニュルンベルクのマイスタージンガー』ではその端正な指揮ぶりが評判を得た。後にウィーン国立歌劇場やシュトゥットガルト州立歌劇場などに常連として客演し、プッチーニなどのイタリア物やリヒャルト・シュトラウスなどで同僚のレイフ・セーゲルスタムらと共に高い評価を得た。